# Juniper Beach Provincial Park
Der Juniper Beach Provincial Park ist ein 248 Hektar (ha) großer Provincial Park in der kanadischen Provinz British Columbia. Der Park liegt etwa 20 Kilometer westlich von Cache Creek am Highway 1, der hier die südliche Route des Trans-Canada Highways ist. Der Parks liegt im Thompson-Nicola Regional District. Das Klima in der Gegend ist semiarid, d. h., es ist heiß und trocken. Entsprechend dem Klima ist die Flora und Fauna. Die Gegend wird beherrscht von Trockengras und Kakteen (Opuntien) sowie der Pazifik-Klapperschlange.

## Anlage
Der kleine, auf dem Interior Plateau liegende Park, befindet sich zum größten Teil zwischen dem Thompson River im Süden und den Highway 1 im Norden. Neben dem Highway durchzieht noch eine Eisenbahntrasse der Canadian National Railway den Park. Weiterhin umschließt er weitgehend ein Reservat der First Nations.
Bei dem Park handelt es sich um ein Schutzgebiet der IUCN-Kategorie II (Nationalpark).

## Geschichte
Der Park wurde im Jahr 1989 eingerichtet und hatte bei der Einrichtung eine Größe von 260 ha. Mit einer Gesetzesänderung und einer neuen Grenzziehung im Jahr 2010 wurde der Park auf seine heutige Größe von 248 ha verkleinert.
Wie bei fast allen Provinzparks in British Columbia gilt jedoch auch für diesen, dass er – lange bevor die Gegend von Einwanderern besiedelt oder Teil eines Parks wurde – Siedlungsgebiet verschiedener Stämme der First Nations, hier der Nlaka'pamux oder der Secwepemc, war. Von ihnen finden sich auch noch sogenannte „kikuli“, eine Art Grubenhaus, im Park.

## Aktivitäten
Der Park hat 32 (teilweise reservierbare) Stellplätze für Wohnmobile und Zelte und verfügt über einfache Sanitäranlagen.

## Benachbarte Parks
Der nächstgelegene Provincial Parks ist in Richtung Osten, entlang dem Highway 1, der Steelhead Provincial Park. In Richtung Westen liegt bei Cache Creek der Arrowstone Provincial Park.